# Krzysztof Gawedzki
Krzysztof Gawedzki (* 2. Juli 1947 in Żarki; † 21. Januar 2022) war ein polnischer mathematischer Physiker.

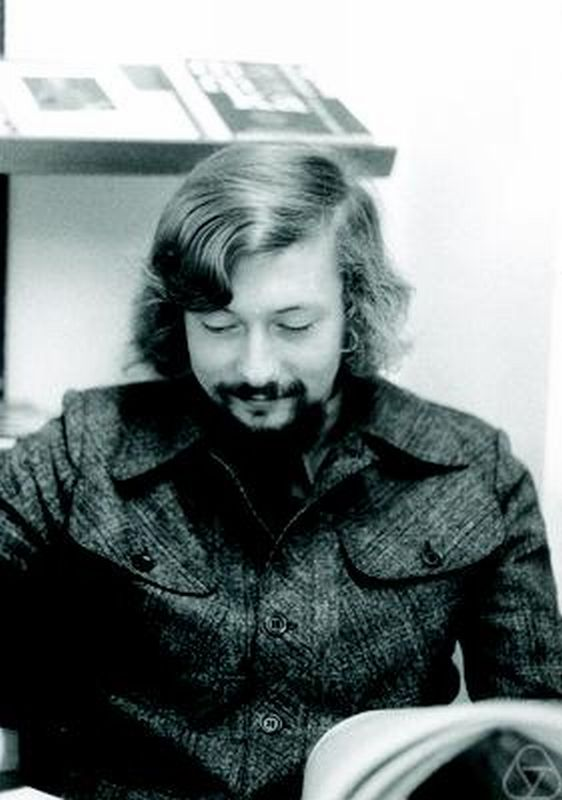
Gawedzki, Erlangen 1974

## Werdegang
Gawedzki wurde 1976 in Warschau promoviert (Fourier like kernels in geometric quantization). In den 1980er Jahren forschte er für den CNRS am IHES bei Paris. Er war zuletzt Professor an der Ecole Normale Superieure de Lyon.
Er befasste sich mit Quantenfeldtheorie, wo er in den 1980er Jahren viel mit Antti Kupiainen über die Anwendung der Renormierungsgruppenmethode in der strengen mathematischen Behandlung verschiedener Modellsysteme der Quantenfeldtheorie zusammenarbeitete, und insbesondere  konformer Feldtheorie, die als zweidimensionale Studienmodelle nichtstörungstheoretischer Aspekte von QFT dienen (mit Anwendungen in der Stringtheorie und statistischer Mechanik). Hier studierte er die Geometrie von WZW-Modellen (auch WZNW Modelle genannt, Wess-Zumino-Novikov-Witten-Modelle), Prototypen für rationale konforme Feldtheorien.
Mit Kupiainen gelang ihm in den 1980er Jahren die strenge Konstruktion des masselosen {\displaystyle \phi ^{4}}-Modells in vier Dimensionen auf dem Gitter und des Gross–Neveu-Modells in zwei Raum-Zeit-Dimensionen. Etwa gleichzeitig gelang dies Roland Sénéor, Jacques Magnen, Joel Feldman und Vincent Rivasseau. Das wurde als herausragende Leistung in der konstruktiven Quantenfeldtheorie gewertet.
1986  identifizierte er Kalb-Ramond-Felder (B-Felder), die elektromagnetische Hintergrundfelder in der Stringtheorie verallgemeinern, als 3-Kozyklen in der Deligne-Kohomologie.
In den 2000er Jahren wandte er sich auch dem Studium der Turbulenz zu., auch teilweise in Zusammenarbeit mit Kupiainen, mit dem er 1995 anomales Skalierungsverhalten skalarer Advektion in Zufalls-Vektorfelder-Modellen von homogener Turbulenz nachwies
2002/2003 war er am Institute for Advanced Study. 1986 war er Invited Speaker auf dem Internationalen Mathematikerkongress in Berkeley (Renormalization: from Magic to Mathematics).

## Schriften
- Lectures on Conformal Field Theory, in Edward Witten, Robbert Dijkgraaf, Pierre Deligne u. a. Quantum field theory and strings: a course for mathematicians (IAS/Park City Lectures 1996/97), American Mathematical Society 1999
- Conformal Field Theory, Seminaire Bourbaki, Nr. 704, 1989 (Asterisque)
- mit Jürg Fröhlich Conformal Field Theory and the Geometry of Strings, CRM Proceedings and Lecture Notes, Band  7, 1994,  S. 57–97, arxiv
- Quadrature of conformal field theories, Nucl. Phys. B, Band 328, 1989, S. 733–752
- als Herausgeber mit Alain Connes, Jean Zinn-Justin Quantum Symmetries, Les Houches Lectures, Band 64 (August/September 1995), Elsevier 1998
- mit John Cardy, Gregory Falkovich Non equilibrium statistical mechanics and turbulence, London Mathematical Society Lecture Notes 355, Cambridge University Press 2008 (Herausgeber Sergey Nazarenko, Oleg  V. Zaboronski), darin von Gawedzki: Soluble models of turbulent transport